# Ораов дол
Ораов дол (или понякога книжовно Орахов дол или Орехов дол, на македонска литературна норма: Ораов Дол) е село в Северна Македония, част от община Чашка.

## География
Селото е разположено в областта Азот, в северните склонове на планината Бабуна, на 45 километра югозападно от град Велес. Църквата в селото „Свети Никола“ е дело на Яков Зографски.

## История
В „Етнография на вилаетите Адрианопол, Монастир и Салоника“, издадена в Константинопол в 1878 година и отразяваща статистиката на населението от 1873 година, Ораовдо (Oraovdo) е посочено като село със 154 домакинства и 512 жители българи.
Според статистиката на Васил Кънчов („Македония. Етнография и статистика“) в края на XIX век Ораховъ Долъ има 512 жители, всички българи християни.
Според секретен доклад на българското консулство в Скопие 32 от общо 90 къщи в селото стават сърбомански през 1895 година. Според митрополит Поликарп Дебърски и Велешки в 1904 година в Ораов дол има 33 сръбски къщи. По данни на секретаря на екзархията Димитър Мишев („La Macédoine et sa Population Chrétienne“) в 1905 година в Ораховдол (Orahovdol) има 456 българи екзархисти и 256 българи патриаршисти сърбомани, като в селото работят и българско, и сръбско училище. След Младотурската революция от 1908 година 50 сърбомански къщи се връщат към Българската екзархия.
След Междусъюзническата война в 1913 година селото остава в Сърбия.
На етническата си карта от 1927 година Леонард Шулце Йена показва Орахов дол (Orahovdol) като наскоро посърбено българско село.

## Личности
Родени в Ораов дол
- Пано Филипов, български революционер от ВМОРО, четник на Михаил Чаков[8]
- Секула Ораовдолски (1882 – 1912), български революционер, войвода на ВМОРО
- Стефан Митрев, български свещеник във Велешка епархия между 1864 и 1908 година[9]
- Стоилко Иванов (1920-2003), югославски партизанин и деец на НОВМ
- Темелко Атанасов, български революционер от ВМОРО, четник на Панчо Константинов[10]

Починали в Ораов дол
- Трайче Петкановски (1919-1943), югославски партизанин и деец на НОВМ